# Angle de prise de vue
L'angle de prise de vue — en prise de vue photographique ou  prise de vues cinématographique — est l'angle formé dans un plan vertical par l’axe optique de l'appareil et l'horizontale. Dans la description des prises de vues, l'« angle » peut aussi être celui entre l'axe optique de la caméra et l'axe principal des personnages ou d'autres éléments notables du plan.
L'angle de champ, quant à lui, est l'ouverture entre les limites latérales du champ, ou l'angle horizontal entre cet axe et celui du sujet.

## Angle vertical
« L'angle de prise de vue modifie la vision habituelle des choses »

— Albert Plécy.
Les prises de vues s'effectuent normalement à peu près de niveau. Lorsque l'axe optique de l'appareil s'éloigne de l'horizontale, on parle de :
- Plongée quand la vue est prise d’un point d’observation plus élevé que le sujet ;
- Contre-plongée quand le point de vue est plus bas que le sujet principal.

### Effets induits

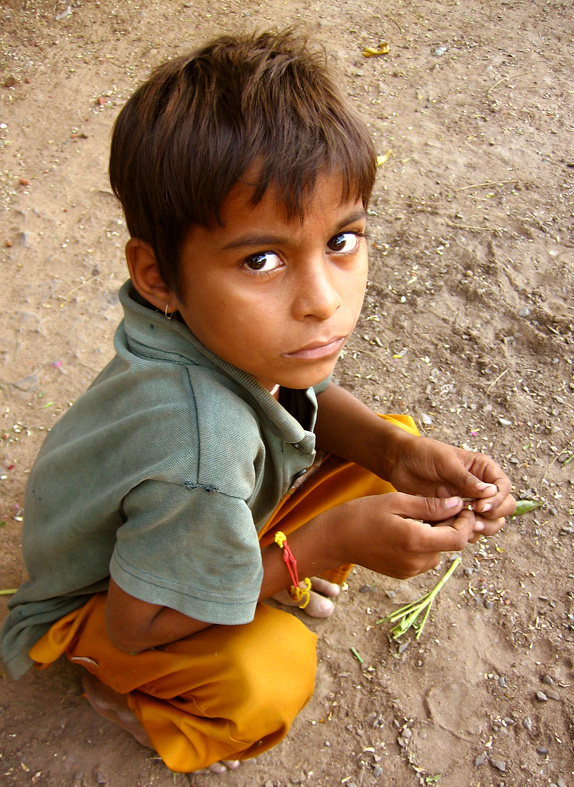
L'effet d'écrasement d'une vue plongeante peut servir à signaler la fragilité du sujet.

L'angle de prise de vue peut correspondre à la logique de la situation ou influencer l'importance du sujet ou des sentiments qu'il suscite. Une vue selon un axe à peu près parallèle au sol restituera assez fidèlement le point de vue qu'aurait le spectateur s'il était présent sur le lieu de la prise de vue. Les angles très différents sont des effets destinés à renforcer le sens de l'image ou à permettre une composition picturale plus expressive, reliant, par exemple, deux sujets de taille très différente.
Une prise de vue plongeante ou en plongée provoquera un effet d'écrasement. Elle peut être utilisée, entre autres, pour exprimer le point de vue d'un personnage ou pour ramener le sujet à un état de détail dans le plan. Mais elle peut être employée pour des raisons purement utilitaires, pour décrire la topographie, ou pour montrer la position de tous les joueurs dans une rencontre sportive.
Au contraire, la contre-plongée peut être utilisée pour accroître l'importance du sujet dans le plan. Cet effet sera aussi influencé par le cadrage. En fonction du sujet, la contre-plongée peut être associée à un point de vue  « naturel » : si on filme la tour Eiffel en contre-plongée, on adopte un point de vue à échelle humaine. A contrario, filmer un enfant en contre-plongée apparaît immédiatement comme un effet, qui peut le faire paraître plus grand qu'il n'est réellement, ou, au contraire, souligner sa petite taille, par rapport à un autre objet vu dans le champ.

## Angles horizontaux
Quand on parle d'angle, il s'agit le plus souvent d'angle sur l'horizontale, mesuré dans le plan vertical. Dans le plan horizontal, deux angles sont importants dans la présentation du sujet : l'angle de champ et l'angle de prise de vue.

### Angle de champ
L'angle de champ est celui entre les limites latérales du champ embrassé par la vue. Il est large avec des objectifs à courte focale, appelés aussi grand angle, et étroit avec des objectifs à longue focale par rapport à la focale normale, qui correspond à l'angle où les règles de construction perspective de l'enseignement artistique classique fonctionnent le mieux. Il correspond à ce qu'en esthétique on appelle « angle de vue ».
Un champ largement ouvert a la propriété de dilater la perspective en augmentant les différences de taille apparente entre les objets selon leur distance. Quand l'image est animée il rend plus dramatiques, les mouvements dans l'axe, tout en ralentissant les mouvements latéraux. Un champ étroit semble rapprocher les objets, dans les deux axes, et met en valeur le mouvement latéral par le flou cinétique qui souligne la différence entre l'objet en mouvement et son environnement.
Le choix de la focale détermine, pour un format donné, l'angle de champ. Celui-ci peut se calculer, mais on s'en passe le plus souvent.

### Angle de prise de vues
L'angle horizontal de prise de vue est celui entre l'axe de la prise de vue et celui du sujet, :
- De manière frontale (de face) ;
- De 3/4 face ;
- De profil ;
- De 3/4 dos (profil perdu) ;
- De dos.

Encore faut-il qu'il n'y ait qu'un sujet et qu'il ait un axe, comme la figure humaine, ou un monument. Cette notion existait déjà en esthétique de la peinture figurative. On désigne aussi, par synecdoque, l'angle de vue par le mot « axe » complété par l'adjectif approprié : un axe arrière, un changement d'axe.
En cinéma, le montage permet de montrer successivement la même scène sous plusieurs angles ou selon plusieurs axes. En peinture, à la Renaissance, les jeux de miroir ont permis à Jan van Eyck de représenter plusieurs « angles » d'une même scène, effet exploité par de nombreux artistes depuis. Plus rarement, deux tableaux présentés dos à dos au milieu d'une pièce peuvent donner deux vues de la même scène, vue d'un côté et de l'autre.
Les choix d'angle par rapport à l'axe du sujet induisent du sens. Par extension et d'un point de vue sémiotique le terme d'« angle » est aussi utilisé dans le jargon du journalisme, pour qualifier les options relatives au traitement d'un sujet, « angle » prenant ici le sens métaphorique de « point de vue ».

#### Frontalité

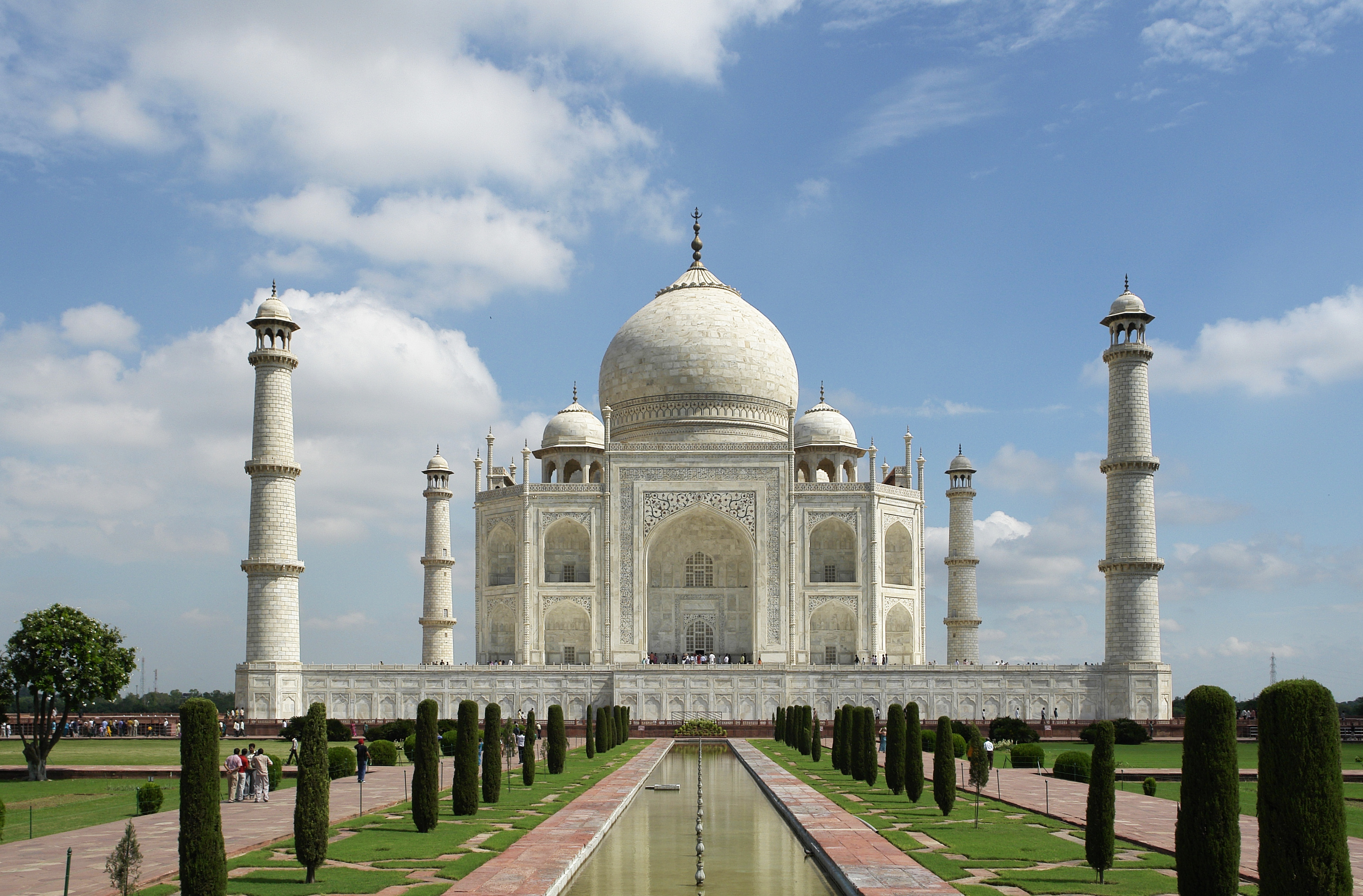
Vue frontale du Taj Mahal.

La frontalité correspond à un angle nul, qui fait coïncider l'axe principal du sujet avec celui de l'appareil de prises de vue. Elle conserve, par conséquent, la symétrie. Une « photo témoin », cherchant à rendre compte sommairement de l'apparence du sujet, comme une photographie d'identité, privilégie presque toujours la vue frontale.
La frontalité a toujours un statut particulier dans l'esthétique, soit qu'on la rejette, soit qu'on l'exalte. Selon Pierre Bourdieu, elle reflète « le souci de donner de soi la meilleure image la plus conforme à l'idéal de dignité et d'honneur ». Pour d'autres, elle est conventionnelle, ou évoque une insupportable intimité.